# Blicke durch das Mikroskop

Umschlagillustration

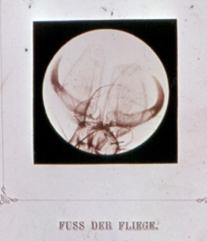
Fuß der Fliege

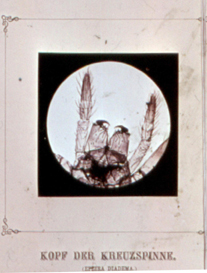
Kopf der Kreuzspinne

Blicke durch das Mikroskop ist ein Buch des deutschen Autors Julius Stinde, das in Lieferungen von 1868 bis 1870 im Hamburger Verlag von J. F. Richter erschien. Es enthält zwölf fotografische Abzüge vom Negativ, die auf Karton aufgeklebt sind. Die Fotografen waren E. Bernhard und D. Ebeling aus Hamburg. Das Buch ist in drei deutschen Bibliotheken nachgewiesen, in der Schleswig-holsteinischen Landesbibliothek Kiel, in der Bibliothek des Deutschen Museums München und der Bibliothek der Rheinisch-Westfälischen Technischen Hochschule in Aachen. Das erste  Buch dieser Art war der 'Atlas der allgemeinen thierischen Gewebelehre : Hrsg. von Theodor von Hessling und Julius Kollmann (1834–1918); nach der Natur photographiert von Joseph Albert, erschienen 1862, in Leipzig bei Wilhelm Engelmann  mit 28 fast ganzseitigen Mikrophotographien.

## Inhalt
In dem Buch wird eine Fülle naturwissenschaftlicher Themen behandelt. Die Mikrofotografien sind oft nur der Anlass, mit belehrendem Gestus die Erkenntnisse der Naturwissenschaften des 19. Jahrhunderts darzustellen. Es enthält nach der Einleitung je ein Kapitel zu den Themen „Die Naturwissenschaft“, „Die Stubenfliege“, „Ein Wassertropfen (Die Diatomeenwelt)“, „Die Spinne“, „Eine Schneckenzunge“, „Anker und Platten der Seewalze“ und „Aus dem Pflanzenleben“. Das Buch wendet sich an ein Laienpublikum, jedoch scheint der damalige Verleger J. F. Richter große Hoffnungen in den geschäftlichen Erfolg des Buches gesetzt zu haben. Er schreibt im Vorwort: „Wir legen deshalb das Unternehmen Allen an das Herz, denen es um Verbreitung naturwissenschaftlicher Bildung Ernst ist und welche die Wunder des Mikroskops in alle Schichten und Kasten der menschlichen Gesellschaft verbreitet wissen wollen. Es dürfte besonders Eltern und Erziehern als Haus- und Familienbuch zu empfehlen sein; für Lehrer als ein gutes Unterrichtsmittel; für den Wissenschaftsforscher und denkenden Laien eine belehrende, unterhaltende Lectüre und der Künstler selbst dürfte es betreffs der Bilder als einen Fortschritt in der Photographie begrüßen.“ Die Mikrofotografien zeigen folgende Motive: Fuß der Fliege; Fliegenrüssel; Großes Dreihorn; Strahlenscheibe; Fuß der Labyrinthspinne; Kopf der Kreuzspinne; Zunge der Achat-Sumpfschnecke; Anker und Platten einer Seewalze; Binsenmark; Fichtenholz (Querschnitt); Fichtenholz (Radialschnitt); Staubgefäß der Seerose.

## Entstehung
Stinde berichtet in seinem autobiographischen Aufsatz über die Entstehung des Buches:

„Vielfach mit mikroskopischen Arbeiten beschäftigt, veröffentlichte ich in dem Richterschen Verlage ein Werk "Blicke durch das Mikroskop", dem eine Anzahl mikroskopischer Photographien zur Illustration dienten, deren Anfertigung mir umso mehr Schwierigkeiten bereitete, als ich mich nach der Sonne richten mußte, diese aber bei dem bewölkten Hamburger Himmel keine Rücksicht auf meine freie Zeit nahm. Heute mit den neuesten Hilfsmitteln sind dieselben Ergebnisse leicht zu erreichen, damals aber erregten einzelne meiner Aufnahmen selbst bei Helmholtz Interesse. Mit dem Buche, dessen Preis durch die Ausstattung verhältnismäßig hoch geraten war, machte der Verlag schlechte Geschäfte, und da für den Autor kein Gefühl peinlicher ist, als das dumpfe Dafürhalten, seinen Verleger in Kosten gestürzt zu haben, war es mir eine wahre Erleichterung, als mir der Vorschlag gemacht wurde, eine Idee des Verlages auszuführen, die voraussichtlich jenen Verlust wieder einigermaßen wettzumachen imstande sei."“

Bei dieser „Idee des Verlages“ handelt es sich um das Werk Wasser und Seife, das etwa gleichzeitig mit Blicke durch das Mikroskop erschienen ist.